# پسر آفتاب
پسر آفتاب (به انگلیسی: A Son of the Sun) نام یک کتاب ادبی است که توسط جک لندن، نویسندهٔ اهل ایالات متحده آمریکا نوشته شده‌است. این کتاب یکی از آثار مشهور ادبی جهان است.